# Пискарёвский летописец
«Пискарёвский летопи́сец» — русская летопись, сохранившаяся в единственном списке начала XVII в., содержащая сведения от начала Древнерусского государства до 1615 г. Хранится в собрании Дементия Васильевича Пискарёва в Российской государственной библиотеке им. В. И. Ленина, откуда и название. Пискарёвский летописец начал составляться, вероятно, в царствование Василия Шуйского и был закончен вскоре после 1615 г. в Нижнем Новгороде. Его автор старается в благоприятном свете показать роль князей Шуйских в государственных делах в XVI — начале XVII вв. и очернить при этом царя Ивана Грозного, его наследников и возможных претендентов на русский престол. По своему составу Пискарёвский летописец является компиляцией, основанной на различных источниках: летописях, повестях, официальных документах, личных воспоминаниях автора, рассказах его старших современников, слухах, легендах. Наиболее ценны сведения из Пискарёвского летописца об опричнине, Ливонской войне, борьбе с нашествиями крымских татар, об интервенции польско-литовских и шведских феодалов и крестьянской войне начала XVII в.